# Elecciones provinciales de La Rioja (Argentina) de 1946
Las elecciones generales de la provincia de La Rioja de 1946 tuvieron lugar el domingo 24 de febrero del mencionado año con el objetivo de restaurar las instituciones democráticas constitucionales y autónomas de la provincia después de tres años de la dictadura militar surgida del golpe de Estado denominado Revolución del 43. Se realizaron al mismo tiempo que las elecciones presidenciales y legislativas a nivel nacional. Se debía elegir al Gobernador y al Vicegobernador, y a los 25 escaños de la Legislatura Provincial, componiendo los poderes ejecutivo y legislativo de la provincia para el período 1946-1950. Fueron también las primeras elecciones desde el fin del régimen fraudulento denominado Década Infame.
En consonancia con las elecciones nacionales, en las que Juan Domingo Perón fue elegido presidente, dando inicio al movimiento histórico conocido como peronismo, el candidato del UCR-JR y de la coalición que apoyaba a Perón, Leovino Martínez, obtuvo la victoria con el 58.18% de los votos contra el 42.82% obtenido por Carlos Luna Valdés, de la Unión Cívica Radical. La participación fue del 75.70% del electorado registrados.
Martínez debía asumir su mandato el 25 de mayo de 1946. Sin embargo, falleció repentinamente ese mismo día, por lo que su vicegobernador, José Francisco de la Vega, asumió la gobernación. De todas formas, De la Vega no pudo completar el mandato constitucional ya que la provincia fue intervenida por el gobierno de Perón el 5 de febrero de 1948.

## Resultados

### Gobernador y Vicegobernador

#### Resultado general
| Fórmula                             | Fórmula                             | Partido                             | Partido                                                    | Votos  | %     |
| Gobernador                          | Vicegobernador                      | Partido                             | Partido                                                    | Votos  | %     |
| ----------------------------------- | ----------------------------------- | ----------------------------------- | ---------------------------------------------------------- | ------ | ----- |
| Leovino Martínez                    | José Francisco de la Vega           |                                     | Partido Laborista - UCR Junta Renovadora - UCR de La Rioja | 10.176 | 53,01 |
| Carlos Luna Valdez                  | Lidoro Cabrera                      |                                     | Unión Cívica Radical                                       | 7.503  | 39,07 |
| Eduardo Fernández Valdés            | Julio Rochet                        |                                     | Partido Demócrata Nacional                                 | 1.523  | 7,92  |
| Total de votos                      | Total de votos                      | Total de votos                      | Total de votos                                             | 19.202 | 100   |
| Electores registrados/participación | Electores registrados/participación | Electores registrados/participación | Electores registrados/participación                        | 25.965 | 73,95 |
| Fuentes:                            |                                     |                                     |                                                            |        |       |

#### Resultados por departamento
| Departamento        | Martínez/De la Vega (JNC) | Martínez/De la Vega (JNC) | Luna Valdez/Cabrera (UCR) | Luna Valdez/Cabrera (UCR) | F. Valdez/Rochet (PDN) | F. Valdez/Rochet (PDN) |
| Departamento        | Votos                     | %                         | Votos                     | %                         | Votos                  | %                      |
| ------------------- | ------------------------- | ------------------------- | ------------------------- | ------------------------- | ---------------------- | ---------------------- |
| Arauco              | 616                       | 68,14                     | 225                       | 24,89                     | 63                     | 6,97                   |
| Capital             | 2.409                     | 57,96                     | 1.637                     | 39,40                     | 110                    | 2,64                   |
| Castro Barros       | 491                       | 54,13                     | 287                       | 31,64                     | 129                    | 14,23                  |
| Chilecito           | 1.587                     | 64,38                     | 793                       | 32,17                     | 85                     | 3,45                   |
| Famatina            | 503                       | 53,51                     | 420                       | 44,68                     | 17                     | 1,81                   |
| General Belgrano    | 518                       | 41,20                     | 627                       | 49,83                     | 113                    | 8,97                   |
| General Lamadrid    | 141                       | 66,51                     | 71                        | 33,49                     | —                      | —                      |
| General Lavalle     | 482                       | 41,96                     | 660                       | 57,43                     | 7                      | 0,61                   |
| General Ocampo      | 513                       | 41,63                     | 449                       | 36,45                     | 270                    | 21,92                  |
| General Roca        | 499                       | 36,09                     | 596                       | 43,12                     | 287                    | 20,79                  |
| General San Martín  | 83                        | 12,71                     | 304                       | 46,54                     | 266                    | 40,75                  |
| General Sarmiento   | 296                       | 66,67                     | 147                       | 33,10                     | 1                      | 0,24                   |
| Gobernador Gordillo | 623                       | 55,43                     | 501                       | 44,57                     | —                      | —                      |
| Independencia       | 197                       | 56,78                     | 146                       | 42,07                     | 4                      | 1,15                   |
| Pelagio B. Luna     | 512                       | 69,47                     | 217                       | 29,44                     | 8                      | 1,09                   |
| Rivadavia           | 182                       | 34,61                     | 191                       | 36,31                     | 153                    | 29,08                  |
| Sanagasta           | 221                       | 71,29                     | 82                        | 26,45                     | 7                      | 2,26                   |
| Vélez Sarsfiled     | 303                       | 66,45                     | 150                       | 32,89                     | 3                      | 0,66                   |
| Total               | 10.176                    | 53,01                     | 7.503                     | 39,07                     | 1.523                  | 7,92                   |

### Cámara de Diputados

#### Nivel general
| Partido                             | Partido                                                    | Votos  | %     | Bancas |
| ----------------------------------- | ---------------------------------------------------------- | ------ | ----- | ------ |
|                                     | Partido Laborista - UCR Junta Renovadora - UCR de La Rioja | 10.006 | 54,48 | 13/18  |
|                                     | Unión Cívica Radical                                       | 6.536  | 35,59 | 5/18   |
|                                     | Partido Demócrata Nacional                                 | 1.323  | 7,20  |        |
| Total de votos                      | Total de votos                                             | 18.366 | 100   |        |
| Electores registrados/participación | Electores registrados/participación                        | 25.965 | 70,73 |        |
| Fuentes:                            |                                                            |        |       |        |

#### Resultados por circunscripción
| Arauco 1 Diputado                              | Arauco 1 Diputado                                          | Arauco 1 Diputado | Arauco 1 Diputado | Arauco 1 Diputado | Arauco 1 Diputado                  |
| Partido                                        | Partido                                                    | Votos             | %                 | Bancas            | Electos                            |
| ---------------------------------------------- | ---------------------------------------------------------- | ----------------- | ----------------- | ----------------- | ---------------------------------- |
|                                                | Partido Laborista - UCR Junta Renovadora - UCR de La Rioja | 616               | 69,76             | 1/1               | - Arístides del T. Herrera         |
|                                                | Unión Cívica Radical                                       | 221               | 25,03             |                   |                                    |
|                                                | Partido Demócrata Nacional                                 | 46                | 5,21              |                   |                                    |
| Total de votos                                 | Total de votos                                             | 883               | 100               |                   |                                    |
| Electores registrados/participación            | Electores registrados/participación                        | 1.100             | 80,27             |                   |                                    |
| Capital, Independencia y Sanagasta 2 Diputados |                                                            |                   |                   |                   |                                    |
| Partido                                        | Partido                                                    | Votos             | %                 | Bancas            | Electos                            |
|                                                | Partido Laborista - UCR Junta Renovadora - UCR de La Rioja | 2.891             | 58,57             | 2/2               | - Pedro G. Saveré - Dámaso Ledesma |
|                                                | Unión Cívica Radical                                       | 1.877             | 38,03             |                   |                                    |
|                                                | Partido Demócrata Nacional                                 | 168               | 3,40              |                   |                                    |
| Total de votos                                 | Total de votos                                             | 4.936             | 100               |                   |                                    |
| Electores registrados/participación            | Electores registrados/participación                        | 6.207             | 79,52             |                   |                                    |
| Castro Barros 1 Diputado                       |                                                            |                   |                   |                   |                                    |
| Partido                                        | Partido                                                    | Votos             | %                 | Bancas            | Electos                            |
|                                                | Partido Laborista - UCR Junta Renovadora - UCR de La Rioja | 444               | 58,04             | 1/1               | - Juan Manuel Navarro              |
|                                                | Unión Cívica Radical                                       | 321               | 41,96             |                   |                                    |
| Total de votos                                 | Total de votos                                             | 765               | 100               |                   |                                    |
| Electores registrados/participación            | Electores registrados/participación                        | 978               | 78,22             |                   |                                    |
| Chilecito 2 Diputados                          |                                                            |                   |                   |                   |                                    |
| Partido                                        | Partido                                                    | Votos             | %                 | Bancas            | Electos                            |
|                                                | Partido Laborista - UCR Junta Renovadora - UCR de La Rioja | 1.613             | 66,68             | 2/2               | - Luis Martínez - Andrés Brizuela  |
|                                                | Unión Cívica Radical                                       | 806               | 33,32             |                   |                                    |
| Total de votos                                 | Total de votos                                             | 2.419             | 100               |                   |                                    |
| Electores registrados/participación            | Electores registrados/participación                        | 3.236             | 74,75             |                   |                                    |
| Famatina 1 Diputado                            |                                                            |                   |                   |                   |                                    |
| Partido                                        | Partido                                                    | Votos             | %                 | Bancas            | Electos                            |
|                                                | Partido Laborista - UCR Junta Renovadora - UCR de La Rioja | 503               | 54,50             | 1/1               | - Edmundo Sarmiento                |
|                                                | Unión Cívica Radical                                       | 420               | 45,50             |                   |                                    |
| Total de votos                                 | Total de votos                                             | 923               | 100               |                   |                                    |
| Electores registrados/participación            | Electores registrados/participación                        | 1.403             | 65,79             |                   |                                    |
| General Belgrano 1 Diputado                    |                                                            |                   |                   |                   |                                    |
| Partido                                        | Partido                                                    | Votos             | %                 | Bancas            | Electos                            |
|                                                | Unión Cívica Radical                                       | 627               | 50,69             | 1/1               | - Francisco Sotomayor              |
|                                                | Partido Laborista - UCR Junta Renovadora - UCR de La Rioja | 518               | 41,88             |                   |                                    |
|                                                | Partido Demócrata Nacional                                 | 92                | 7,44              |                   |                                    |
| Total de votos                                 | Total de votos                                             | 1.237             | 100               |                   |                                    |
| Electores registrados/participación            | Electores registrados/participación                        | 1.641             | 75,38             |                   |                                    |
| General Lamadrid 1 Diputado                    |                                                            |                   |                   |                   |                                    |
| Partido                                        | Partido                                                    | Votos             | %                 | Bancas            | Electos                            |
|                                                | Partido Laborista - UCR Junta Renovadora - UCR de La Rioja | 141               | 66,51             | 1/1               | - Santiago Dumo                    |
|                                                | Unión Cívica Radical                                       | 71                | 33,49             |                   |                                    |
| Total de votos                                 | Total de votos                                             | 212               | 100               |                   |                                    |
| Electores registrados/participación            | Electores registrados/participación                        | 284               | 74,65             |                   |                                    |
| General Lavalle 1 Diputado                     |                                                            |                   |                   |                   |                                    |
| Partido                                        | Partido                                                    | Votos             | %                 | Bancas            | Electos                            |
|                                                | Unión Cívica Radical                                       | 658               | 57,07             | 1/1               | - Manuel A. de la Vega             |
|                                                | Partido Laborista - UCR Junta Renovadora - UCR de La Rioja | 495               | 42,93             |                   |                                    |
| Total de votos                                 | Total de votos                                             | 1.153             | 100               |                   |                                    |
| Electores registrados/participación            | Electores registrados/participación                        | 1.608             | 71,70             |                   |                                    |
| General Ocampo 1 Diputado                      |                                                            |                   |                   |                   |                                    |
| Partido                                        | Partido                                                    | Votos             | %                 | Bancas            | Electos                            |
|                                                | Partido Laborista - UCR Junta Renovadora - UCR de La Rioja | 510               | 41,50             | 1/1               | - José Almonacid                   |
|                                                | Unión Cívica Radical                                       | 449               | 36,53             |                   |                                    |
|                                                | Partido Demócrata Nacional                                 | 270               | 21,97             |                   |                                    |
| Total de votos                                 | Total de votos                                             | 1.229             | 100               |                   |                                    |
| Electores registrados/participación            | Electores registrados/participación                        | 1.942             | 63,29             |                   |                                    |
| General Roca 1 Diputado                        |                                                            |                   |                   |                   |                                    |
| Partido                                        | Partido                                                    | Votos             | %                 | Bancas            | Electos                            |
|                                                | Partido Laborista - UCR Junta Renovadora - UCR de La Rioja | 500               | 55,37             | 1/1               | - Roberto Saúl                     |
|                                                | Partido Demócrata Nacional                                 | 293               | 32,45             |                   |                                    |
|                                                | Unión Cívica Radical                                       | 110               | 12,18             |                   |                                    |
| Total de votos                                 | Total de votos                                             | 903               | 100               |                   |                                    |
| Electores registrados/participación            | Electores registrados/participación                        | 2.026             | 44,57             |                   |                                    |
| General San Martín 1 Diputado                  |                                                            |                   |                   |                   |                                    |
| Partido                                        | Partido                                                    | Votos             | %                 | Bancas            | Electos                            |
|                                                | Unión Cívica Radical                                       | 304               | 46,55             | 1/1               | - Aurelio Tello Herrera            |
|                                                | Partido Demócrata Nacional                                 | 266               | 40,74             |                   |                                    |
|                                                | Partido Laborista - UCR Junta Renovadora - UCR de La Rioja | 83                | 12,71             |                   |                                    |
| Total de votos                                 | Total de votos                                             | 653               | 100               |                   |                                    |
| Electores registrados/participación            | Electores registrados/participación                        | 984               | 66,36             |                   |                                    |
| General Sarmiento 1 Diputado                   |                                                            |                   |                   |                   |                                    |
| Partido                                        | Partido                                                    | Votos             | %                 | Bancas            | Electos                            |
|                                                | Partido Laborista - UCR Junta Renovadora - UCR de La Rioja | 296               | 66,82             | 1/1               | - Aristóbulo Astorga               |
|                                                | Unión Cívica Radical                                       | 147               | 33,18             |                   |                                    |
| Total de votos                                 | Total de votos                                             | 443               | 100               |                   |                                    |
| Electores registrados/participación            | Electores registrados/participación                        | 633               | 69,98             |                   |                                    |
| Gobernador Gordillo 1 Diputado                 |                                                            |                   |                   |                   |                                    |
| Partido                                        | Partido                                                    | Votos             | %                 | Bancas            | Electos                            |
|                                                | Unión Cívica Radical                                       | 501               | 50,00             | 1/1               | - Félix Abdala                     |
|                                                | Partido Laborista - UCR Junta Renovadora - UCR de La Rioja | 501               | 50,00             |                   |                                    |
| Total de votos                                 | Total de votos                                             | 1.002             | 100               |                   |                                    |
| Electores registrados/participación            | Electores registrados/participación                        | 1.452             | 69,01             |                   |                                    |
| Pelagio B. Luna 1 Diputado                     |                                                            |                   |                   |                   |                                    |
| Partido                                        | Partido                                                    | Votos             | %                 | Bancas            | Electos                            |
|                                                | Partido Laborista - UCR Junta Renovadora - UCR de La Rioja | 396               | 69,84             | 1/1               | - Héctor Granillo Fernández        |
|                                                | Unión Cívica Radical                                       | 165               | 29,10             |                   |                                    |
|                                                | Partido Demócrata Nacional                                 | 6                 | 1,06              |                   |                                    |
| Total de votos                                 | Total de votos                                             | 567               | 100               |                   |                                    |
| Electores registrados/participación            | Electores registrados/participación                        | 983               | 57,68             |                   |                                    |
| Rivadavia 1 Diputado                           |                                                            |                   |                   |                   |                                    |
| Partido                                        | Partido                                                    | Votos             | %                 | Bancas            | Electos                            |
|                                                | Unión Cívica Radical                                       | 208               | 35,92             | 1/1               | - Vidal Vera Ocampo                |
|                                                | Partido Laborista - UCR Junta Renovadora - UCR de La Rioja | 196               | 33,85             |                   |                                    |
|                                                | Partido Demócrata Nacional                                 | 175               | 30,22             |                   |                                    |
| Total de votos                                 | Total de votos                                             | 579               | 100               |                   |                                    |
| Electores registrados/participación            | Electores registrados/participación                        | 857               | 67,56             |                   |                                    |
| Vélez Sársfield 1 Diputado                     |                                                            |                   |                   |                   |                                    |
| Partido                                        | Partido                                                    | Votos             | %                 | Bancas            | Electos                            |
|                                                | Partido Laborista - UCR Junta Renovadora - UCR de La Rioja | 303               | 65,58             | 1/1               | - Manuel Santirso                  |
|                                                | Unión Cívica Radical                                       | 152               | 32,90             |                   |                                    |
|                                                | Partido Demócrata Nacional                                 | 7                 | 1,52              |                   |                                    |
| Total de votos                                 | Total de votos                                             | 462               | 100               |                   |                                    |
| Electores registrados/participación            | Electores registrados/participación                        | 631               | 73,22             |                   |                                    |